# Junta Militar (Argentina, 1976)

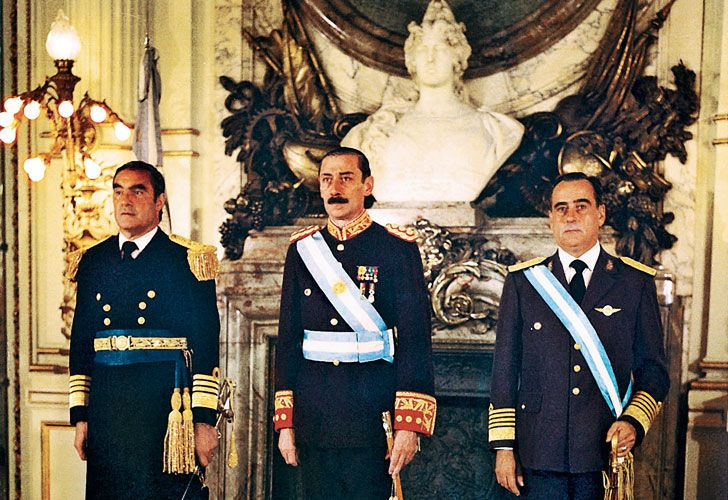
Primera Junta Militar. De izquierda a derecha Emilio Eduardo Massera, Jorge Rafael Videla y Orlando Ramón Agosti.

La Junta Militar Argentina, en algunas ocasiones Junta Militar de Gobierno, fue el órgano supremo de la dictadura cívico-militar autodenominada «Proceso de Reorganización Nacional», integrado por los titulares de las tres Fuerzas Armadas (Ejército, Armada y Fuerza Aérea), que tomó el poder político del país mediante el golpe de Estado del 24 de marzo de 1976.
La Junta funcionó hasta el 22 de junio de 1982 cuando se disolvió en medio de la crisis institucional de las Fuerzas Armadas a raíz de la rendición en Malvinas. Posteriormente se restableció el 10 de septiembre del mismo año y continuó hasta el 5 de diciembre de 1983, días antes de la entrega definitiva del poder al gobierno democrático electo en elecciones presidenciales de octubre.
Fue la máxima responsable de la represión ilegal ejecutada bajo la dictadura entre 1976 y 1983. En total doce personas integraron la Junta Militar durante la dictadura. Por el Ejército: Jorge Rafael Videla, Roberto Eduardo Viola, Leopoldo Fortunato Galtieri y Cristino Nicolaides. Por la Marina: Emilio Eduardo Massera, Armando Lambruschini, Jorge Anaya y Rubén Oscar Franco. Por la Fuerza Aérea: Orlando Ramón Agosti, Omar Graffigna, Basilio Lami Dozo y Augusto Jorge Hughes. Nueve de los diez miembros de la Junta de los períodos 1976-1978, 1978-1981 y 1981-06/1982 fueron enjuiciados y sentenciados por delitos de lesa humanidad en 1985 en el Juicio a las Juntas.

## Creación
El 24 de marzo de 1976, los comandantes generales de las Fuerzas Armadas, teniente general Jorge Rafael Videla —Ejército—, almirante Emilio Eduardo Massera —Armada— y brigadier general Orlando Ramón Agosti —Fuerza Aérea—, en una audiencia en el Comando General del Ejército, emitieron el Acta para el Proceso de Reorganización Nacional. El primer artículo resolvió la creación de la Junta Militar con los titulares de las FF. AA.
Los jerarcas declararon caducos los mandatos de la presidenta de la Nación Argentina, los gobernadores y vicegobernadores de las provincias, interventores federales, del gobernador del territorio nacional de Tierra del Fuego, y del intendente de Buenos Aires.
El Congreso de la Nación quedó disuelto, al igual que las legislaturas provinciales, la legislatura de Buenos Aires y los consejos municipales.
Cesaron en sus funciones los miembros de la Corte Suprema de Justicia, el procurador general de la Nación y los integrantes de los tribunales superiores provinciales.
Los comandantes suspendieron toda actividad política y de los partidos, a nivel nacional, provincial y municipal. Interrumpieron también la actividad gremial de trabajadores, empresarios y profesionales.

## Funcionamiento
La Junta Militar fue el órgano supremo del Estado, integrado por los tres comandantes en jefe, que supervisaban el cumplimiento de los objetivos del Proceso. Su asiento fue el Palacio del Congreso de la Nación Argentina que se localiza en Buenos Aires.
La duración de la Junta Militar tenía un máximo de tres años contados a partir de la asunción de los comandantes en jefe.
Cualquiera de los jefes castrenses podía convocar a la Junta Militar. El reglamento imponía como obligación ineludible la asistencia a las convocatorias.
El cargo de secretario de la Junta Militar era ejercido en forma mensual y rotativa por cada uno de los secretarios generales de los Comandos en Jefe de las Fuerzas Armadas. Para el tratamiento de asuntos específicamente militares, el cargo era ejercido por el Jefe del Estado Mayor Conjunto de las Fuerzas Armadas.

## Facultades
La Junta Militar tenía numerosas facultades:
- Designar y remover al presidente de la Nación debido a sus facultades.
- Designar y cesantear al personal del Poder Judicial.
- Modificar el Estatuto para la Reorganización Nacional.

## Integración
En virtud del artículo 2.º de la Ley N.º 21 256, la Junta Militar de Gobierno se constituía por los tres comandantes generales de las Fuerzas Armadas argentinas, a saber: del Ejército Argentino (EA), de la Armada de la República Argentina (ARA) y de la Fuerza Aérea Argentina (FAA).

## Historia

### Golpe de Estado del 24 de marzo de 1976
El miércoles 24 de marzo de 1976, las Fuerzas Armadas ejecutaron un golpe de Estado que derrocó al Gobierno de Argentina de la presidenta María Estela Martínez de Perón. Los comandantes generales del Ejército, Armada y Fuerza Aérea, Jorge Rafael Videla, Emilio Eduardo Massera y Orlando Ramón Agosti respectivamente, se invistieron en la Junta Militar.
El 29 de marzo subsiguiente, el teniente general Videla asumió el cargo de presidente de la Nación Argentina. El reglamento establecía que dicho cargo se ejercería por un oficial superior activo o retirado designado por la Junta Militar mientras no perteneciese a esta. En esta primera ocasión, Videla asumió en una excepcionalidad. El 31 de julio de 1978, el titular de la fuerza terrestre pasó a situación de retiro finalizando la excepción.

### 1978-1981
El 31 de julio de 1978, el teniente general Roberto Eduardo Viola asumió el Comando en Jefe del Ejército, integrándose a la Junta Militar y reemplazando al teniente general (R) Videla. El 15 de septiembre el almirante Armando Lambruschini juró como comandante en jefe de la Armada y como miembro de la Junta. Emilio Eduardo Massera pasó a situación de retiro.
El 25 de enero de 1979, el brigadier general Omar Domingo Rubens Graffigna se hizo cargo del Comando en Jefe de la Fuerza Aérea, incorporándose a la Junta Militar y sustituyendo al brigadier general (R) Agosti.
El viernes 28 de diciembre de 1979, el teniente general Leopoldo Fortunato Galtieri asumió la comandancia del Ejército.

### 1981-1982
El viernes 11 de septiembre de 1981 el almirante Jorge Isaac Anaya juró como comandante en jefe de la Armada y miembro de la Junta Militar de Gobierno, pasando a retiro el almirante Lambruschini.
El viernes 11 de diciembre de 1981 la Junta Militar hizo uso de sus facultades para remover al presidente de la Nación de su cargo y cesó a Roberto Eduardo Viola, quien había asumido el 29 de marzo de ese año y no pudo paliar una gran crisis económica que se había desatado en 1981. Como órgano supremo del Estado, los integrantes de la junta -Omar Graffigna, Jorge Anaya y Leopoldo Galtieri- resolvieron que Carlos Lacoste ocupase interinamente la Presidencia hasta el 22 de diciembre, fecha en la cual se acordó que titular del Ejército Galtieri asumiera el cargo de presidente.
El 17 de diciembre de 1981 el brigadier general Graffigna entregó el Comando en Jefe de la FAA al brigadier general Basilio Arturo Ignacio Lami Dozo. La Junta Militar de Gobierno quedó entonces compuesta por el teniente general Galtieri, el almirante Anaya y el brigadier general Lami Dozo. El 18 de diciembre la Junta Militar comenzó a deliberar las pautas de la Junta Militar al PEN para el Ejercicio de la Acción de Gobierno de 1982-1984. Los comandantes otorgaban prioridad a la integridad territorial y al ejercicio de la soberanía.

### Conflicto del Atlántico Sur
El 23 de marzo de 1982, la Junta Militar ordenó mediante el Acta N.º 4 «M»/82 la recuperación de las Islas Malvinas.
Tras la rendición argentina en Malvinas del 14 de junio de 1982 y la subsecuente crisis militar, Galtieri renunció como comandante en jefe del Ejército tras perder el apoyo de todos los generales de división y de brigada, lo que lo motivó a renunciar al cargo de presidente de la Nación. El teniente general Cristino Nicolaides asumió como comandante en jefe del Ejército y miembro de la Junta Militar el 18 de junio.

### Disolución de facto
La Junta Militar quedó disuelta de facto el 23 de junio de 1982, debido al retiro de la misma de la Marina y la Fuerza Aérea, como consecuencia del impacto político de la derrota en la Guerra de Malvinas. El Ejército Argentino se tomó el poder político designando a Reynaldo Bignone, general de división no perteneciente a la Junta, como presidente.

### Reconstitución de la Junta
El viernes 10 de septiembre de 1982, Jorge Anaya y su sucesor Rubén Oscar Franco acordaron reintegrar a la Armada dentro de la Junta Militar. Por el Ejército continuó el general Cristino Nicolaides -quien había integrado la Junta durante cuatro días luego del colapso del gobierno de Galtieri como consecuencia de la derrota en la Guerra de Malvinas; el 21 de septiembre se incorporó el titular de la Fuerza Aérea, brigadier general Augusto Jorge Hughes, y el 1 de octubre se incorporó el almirante Rubén Oscar Franco, por la Marina.
El 28 de junio de 1983, la Junta Militar emitió el Documento Final de la Junta Militar sobre la guerra contra la subversión y el terrorismo.
El lunes 5 de diciembre de 1983, la Junta Militar de Gobierno se vio disuelta definitivamente antes de las autoridades democráticas elegidas el 30 de octubre.

## Variaciones en la composición
La composición de la Junta Militar fue variando a lo largo de la dictadura, sin coincidencia temporal exacta entre las fuerzas:
- Primera etapa (24 de marzo de 1976-22 junio de 1982):
  - Ejército: Jorge Rafael Videla (24 de marzo de 1976), Roberto Eduardo Viola (31 de julio de 1978), Leopoldo Fortunato Galtieri (28 de diciembre de 1979), Cristino Nicolaides (18 de junio de 1982).
  - Marina: Emilio Eduardo Massera (24 de marzo de 1976), Armando Lambruschini (15 de septiembre de 1978), Jorge Isaac Anaya (11 de septiembre de 1981).
  - Fuerza Aérea: Orlando Ramón Agosti (24 de marzo de 1976), Omar Domingo Rubens Graffigna (25 de enero de 1979), Basilio Lami Dozo (17 de diciembre de 1981).
- Segunda etapa (10 de septiembre de 1982-5 de diciembre de 1983):
  - Ejército: Cristino Nicolaides (21 de septiembre de 1982).
  - Marina: Jorge Isaac Anaya (10 de septiembre de 1982), Rubén Franco (1 de octubre de 1982).[21]
  - Fuerza Aérea: Augusto Jorge Hughes (21 de septiembre de 1982).[22]